# Rehemäe
Rehemäe est un village de la commune de Nissi du comté de Harju en Estonie .
Au 31 décembre 2011, il compte 47 habitants.